# David Moorcroft
David Robert Moorcroft OBE (ur. 10 kwietnia 1953 w Coventry) – angielski lekkoatleta, średnio- i długodystansowiec, były rekordzista świata w biegu na 5000 metrów, dwukrotny medalista mistrzostw Europy.
Zajął 7. miejsce w finale biegu na 1500 metrów na igrzyskach olimpijskich w 1976 w Montrealu. Reprezentując Anglię zwyciężył na tym dystansie na Igrzyskach Wspólnoty Narodów w 1978 w Edmonton, wyprzedzając Filberta Bayi z Tanzanii i Johna Robsona ze Szkocji. Startując w barwach Wielkiej Brytanii zdobył brązowy medal w tej konkurencji na mistrzostwach Europy w 1978 w Pradze za swym rodakiem Steve’em Ovettem i Eamonnem Coghlanem z Irlandii.
Później skoncentrował się na bieganiu na dłuższych dystansach. Odpadł w półfinale biegu na 5000 metrów na igrzyskach olimpijskich w 1980 w Moskwie. Zwyciężył w tej konkurencji w finale pucharu Europy w 1981 w Zagrzebiu.
7 lipca 1982 podczas Bislett Games w Oslo ustanowił rekord świata w biegu na 5000 metrów czasem 13:00,41. Zdobył brązowy medal na tym dystansie na mistrzostwach Europy w 1982 w Atenach za Thomasem Wessinghage z Republiki Federalnej Niemiec i Wernerem Schildhauerem z Niemieckiej Republiki Demokratycznej. Jako reprezentant Anglii zwyciężył w biegu na 5000 metrów na Igrzyskach Wspólnoty Narodów w 1982 w Brisbane, wyprzedzając swego rodaka Nicka Rose’a i Petera Koecha z Kenii. zajął 14. miejsce w tej konkurencji na igrzyskach olimpijskich w 1984 w Los Angeles.
Był mistrzem Wielkiej Brytanii (AAA) w biegu na 1500 metrów w 1978 i wicemistrzem na tym dystansie w 1976, a także halowym mistrzem w tej konkurencji w 1976.
Rekordy życiowe Moorcrofta::
- bieg na 800 metrów – 1:46,64 (25 lipca 1982, Londyn)
- bieg na 1000 metrów – 2:18,95 (6 sierpnia 1976, Edynburg)
- bieg na 1500 metrów – 3:33,79 (27 lipca 1982, Hengelo)
- bieg na milę – 3:49,43 (26 czerwca 1982, Oslo)
- bieg na 2000 metrów – 5:02,86 (19 lipca 1986, Birmingham)
- bieg na 3000 metrów – 7:32,79 (17 lipca 1982, Londyn)
- bieg na 2 mile – 8:16,75 (20 sierpnia 1982, Londyn)
- bieg na 5000 metrów – 13:00,41 (7 lipca 1982, Oslo)

Po zakończeniu kariery zawodniczej był działaczem sportowym. Od 1997 do 2007 kierował UK Athletics. W 1983 został Kawalerem (MBE), a w 1998 Oficerem Orderu Imperium Brytyjskiego (OBE).